# Lobelia boykinii
Lobelia boykinii är en klockväxtart som beskrevs av John Torrey, Samuel Frederick Gray och A.Dc. Lobelia boykinii ingår i släktet lobelior, och familjen klockväxter. Inga underarter finns listade i Catalogue of Life.